# Franklin Rooseveltplaats

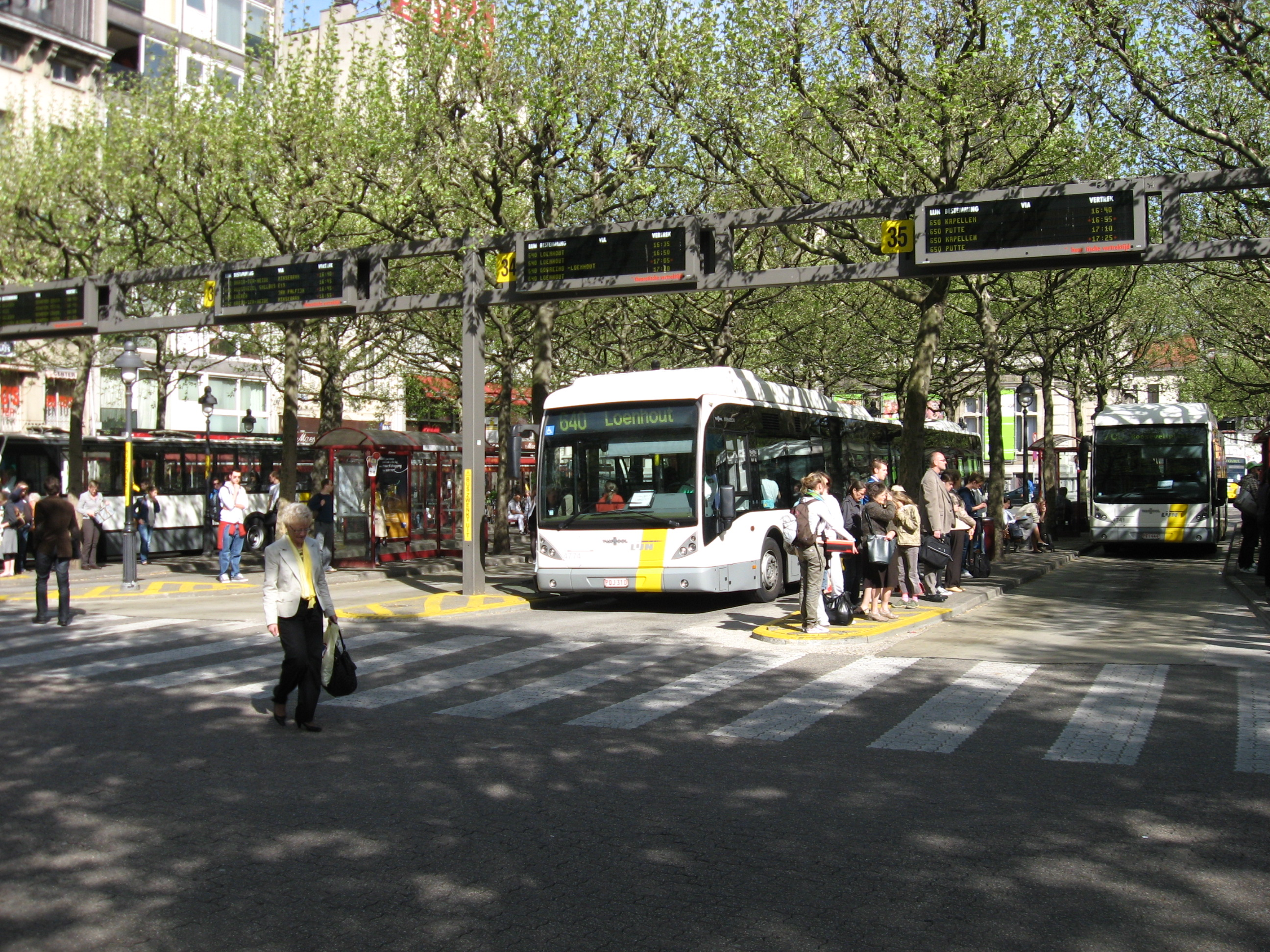
Bussen op de Franklin Rooseveltplaats

De Franklin Rooseveltplaats is een plein in het centrum van de Belgische stad Antwerpen. Het ligt tussen de Leien en het Koningin Astridplein, op loopafstand van het station Antwerpen-Centraal. Het is een druk verkeersknooppunt zowel voor bussen en trams, als voor ander verkeer naar de binnenstad.

## Geschiedenis
Het plein werd in de jaren 1860 aangelegd op de plaats van de voormalige Kipdorppoort, na de demping van de zestiende-eeuwse omwalling van Antwerpen. Eerst kreeg het de naam Victorieplaats, naar de overwinning van de Gemeentenaren van Antwerpen op de Franse troepen van hertog Frans van Anjou tijdens de Franse Furie in 1583. Reeds in 1868 werd echter beslist om het plein te hernoemen ter ere van de Gemeentenaren: het plein werd Gemeenteplaats, de straat die het plein doorkruiste werd de Gemeentestraat. De volkse naam Geuzenhofkes (wegens de toenmalige stadsplantsoenen op het plein) dateert dan weer van 1872.
Na de zege van de geallieerden in de Eerste Wereldoorlog werden de Leien echter hernoemd naar de vier grote overwinnaars (Amerikalei, Britselei, Frankrijklei en Italiëlei) en de Gemeenteplaats werd weer de Victorieplaats. Na de Tweede Wereldoorlog werd de net overleden Amerikaanse president Franklin Delano Roosevelt geëerd met een laatste hernoeming van het plein tot Rooseveltplaats.
Markante gebouwen rond het plein zijn het Koninklijk Atheneum uit 1884, de tien verdiepingen tellende President building door architect Léon Stynen, Hotel/residentie Wagner, de in art deco stijl gebouwde R.V.S. building en de gebouwen van de Vlaamse Opera.

## Openbaar vervoer
In het begin was het plein een statig plein met plantsoenen en standbeelden, doorsneden door de Leien en de steenweg naar Turnhout. Vanwege de ligging werd het echter algauw een knooppunt van openbaar vervoer, en na 1934 kregen steeds meer streektrams van de NMVB hun eindhalte op de 'Victorieplaats'. Steeds meer ruimte werd ingenomen voor het openbaar vervoer: tot 1968 streektrams, nadien enkel nog bussen en stadstrams van de MIVA, vanaf 1991 De Lijn. Tramlijnen 11 en 24 stoppen anno 2025 nog steeds op het plein. Ook stopt lijn 1 vlakbij aan halte Roosevelt Italië op de Italiëlei. De Franklin Rooseveltplaats was decennia lang het absolute knooppunt van het Antwerpse stads- en streekbussennetwerk, met 28 perrons voor bussen in alle richtingen. Gaandeweg wordt het aantal bussen in de binnenstad echter beperkt: eerst werden de bussen naar het Waasland beperkt tot Linkeroever, in 2012 werden heel wat lijnen afgeschaft of ingekort wegens een besparingsoperatie en in 2015 volgde een beperking van het aantal bussen door Borgerhout. Sinds juni 2017 rijden ook de bussen uit Boom niet meer naar de Rooseveltplaats maar tot Zuid. Andersom werd het nabijgelegen Astridplein dan weer meer en meer gebruikt voor internationale busdiensten als Flixbus en IC-bus. Sinds 31 januari 2023 stoppen internationale bussen en de Airport Express op de Franklin Rooseveltplaats aan perron B5.
| Datum     | Ingekorte lijnen | Vervanging                                          |
| --------- | --- | --------------------------------------------------- |
| 16/2/2002 | Lijnenbundels 81-82-83-84-85 en 93-95-97-99 en sneldienst 89 (richting Waasland) beperkt tot Frederik van Eedenplein (Linkeroever) | Premetrolijnen 3, 5, 9, 15                          |
| 1/9/2012  | Stadsbussen 14 (naar Mortsel en Vremde), 28 (naar Merksem) en 123 (naar Luchtbal) afgeschaft Streekbussen 190-192-193-195-196-197 (naar Kontich en Duffel), 643 (Brasschaat), 660-661 (Ekeren) afgeschaft Streekbus 297 (Heist-op-den-Berg) ingekort tot Lier (België) Streekbus 650 (Kapellen) ingekort tot Luchtbal Streekbus 670 (Essen) ingekort tot Merksem | Overstap in Lier, Berchem of Merksem                |
| 18/4/2015 | Streekbussen 420-421-422-423 (naar Herentals en Lier) omgeleid naar Berchem | Premetrolijn 9                                      |
| 1/6/2017  | Streekbussen 290-291-295 en 500 (naar Boom en Mechelen) ingekort tot station Antwerpen-Zuid | Tramlijnen 1 en 4 en premetrolijn 10                |
| 1/9/2022  | Stadsbus 36 naar Linkeroever IGLO ingekort tot Vuylstekelaan (Waaslandtunnel). | Overstap aan halte Van Eeden op tram 3, 5, 9 of 15. |
| 6/1/2024  | Heel wat lijnen worden afgeschaft of vervangen. |                                                     |

In 2024 en 2025 werden er heel wat lijnen van nummer en kleur veranderd en verdwenen ook enkele lijnen. Hiervoor kwam veel ophef. Ontdek hieronder alle lijnen die stoppen aan deze halte.

### Bus- en tramlijnen die stoppen op de Rooseveltplaats
| Lijnnummer                             | Soort                 | Bestemming vanaf de Rooseveltplaats                                                                     | Perron         | Frequentie in de spits                    |
| Perron A1 - A5                         | Perron A1 - A5        | Perron A1 - A5                                                                                          | Perron A1 - A5 | Perron A1 - A5                            |
| -------------------------------------- | --------------------- | --- | -------------- | ----------------------------------------- |
| 11                                     | Tram                  | Berchem Station (Tijdelijk niet beschikbaar)                                                            | A1             | Niet in dienst maar rijdt binnenkort weer |
| 24                                     | Tram                  | Silsburg                                                                                                | A1             | 10'                                       |
| X42                                    | Snelbus               | Herentals Station                                                                                       | A2             | 30'                                       |
| X41                                    | Snelbus               | Turnhout Markt                                                                                          | A3             | 15'                                       |
| 416                                    | Flexbus               | Turnhout Markt                                                                                          | A4             | Enkel in de spitsuren om de 15'           |
| 418                                    | Flexbus               | Herentals Station                                                                                       | A4             | Enkel in de spitsuren om de 15'           |
| 40                                     | Streekbus             | Oostmalle De Wissel Westmalle AZ Voorkempen                                                             | A5             | 15'                                       |
| Perron B1 - B7                         |                       | |                |                                           |
| 24                                     | Tram                  | Havenhuis                                                                                               | B1             | 10'                                       |
| 11                                     | Tram                  | Melkmarkt (Tijdelijk niet beschikbaar)                                                                  | B2             | Niet in dienst maar rijdt binnenkort weer |
| 21                                     | Stadsbus              | Aartselaar Aquafin                                                                                      | B3             | 10'                                       |
| 32                                     | Stadsbus              | Edegem Sint-Goriksplein                                                                                 | B4             | 8'                                        |
| Internationale bussen                  | Internationale bussen | Londen, Berlijn, Brussel, Parijs, Amsterdam, Vinkovci, Hamburg, Düsseldorf, Leverkussen, Den Haag, etc. | B5             | /                                         |
| 20                                     | Stadsbus              | Borsbeek Jozef Reusenlei                                                                                | B6             | 20'                                       |
| X19                                    | Snelbus               | Rumst Busstation                                                                                        | B7             | 30'                                       |
| Perron C1 - C5                         |                       | |                |                                           |
| X70                                    | Snelbus               | Zandvliet Stelplaats                                                                                    | C1             | 30'                                       |
| X71                                    | Snelbus               | Stabroek Moretuslei                                                                                     | C1             | 30'                                       |
| 719                                    | Flexbus               | Stabroek Scholen PITO                                                                                   | C1             | Enkel op verzoek                          |
| 70                                     | Streekbus             | Zandvliet Stelplaats                                                                                    | C2             | 30'                                       |
| 72                                     | Streekbus             | Stabroek Moretuslei                                                                                     | C2             | 30'                                       |
| 64                                     | Streekbus             | Loenhout Kerk                                                                                           | C3             | 15'                                       |
| 642                                    | Flexbus               | Brasschaat Maria ter Heide                                                                              | C3             | Enkel op verzoek                          |
| X64                                    | Snelbus               | Wuustwezel Stelplaats                                                                                   | C3             | 60'                                       |
| 61                                     | Streekbus             | Oelegem Kerk                                                                                            | C4             | 30'                                       |
| 62                                     | Streekbus             | Sint-Job Kristus Koning                                                                                 | C4             | 30'                                       |
| 60                                     | Streekbus             | Brecht Station Noorderkempen                                                                            | C5             | 30'                                       |
| 601                                    | Flexbus               | Sint-Job Kristus Koning                                                                                 | C5             | Enkel op verzoek                          |
| Andere perrons (Italiëlei & Osystraat) |                       | |                |                                           |
| 1                                      | Tram                  | P+R Luchtbal                                                                                            | Italië         | 8'                                        |
| 1                                      | Tram                  | Zuid | Italië         | 8'                                        |
| 24                                     | Tram                  | Havenhuis                                                                                               | Italië         | 10'                                       |
| 24                                     | Tram                  | Silsburg                                                                                                | Italië         | 10'                                       |
| 17                                     | Stadsbus              | UZA | Osy            | 10'                                       |
| 17                                     | Stadsbus              | Brouwersvliet                                                                                           | Osy            | 10'                                       |
| Laatst bijgewerkt: 14/05/2025          |                       | |                |                                           |

## Heraanleg
Volgens de plannen van de Noorderlijn moest het aantal busperrons op de Rooseveltplaats vanaf 2019 beperkt worden van 28 tot 12. Er kwamen in de plaats wel extra tramverbindingen met het noorden en onder het plein is in juni 2017 een premetrotunnel in gebruik genomen voor lijnen 8 en 10. In februari 2021 was de heraanleg van het plein klaar. Er zijn sindsdien 17 perrons in gebruik. Voor het Koninklijk Atheneum werden perrons vervangen door een pleintje.